# Kirkkosaari (ö i Södra Savolax, Nyslott, lat 61,80, long 29,29)
Kirkkosaari är en halvö i Finland. Den ligger i sjön Puruvesi och i kommunen Nyslott i  landskapet Södra Savolax, i den sydöstra delen av landet, 290 km nordost om huvudstaden Helsingfors.